# 大龍寺 (名古屋市)
大龍寺（だいりゅうじ）は、愛知県名古屋市千種区城山新町2丁目71にある黄檗宗の寺院。通称はらかんさん。
山号は福壽山。本尊は木造釈迦牟尼仏座像。五百羅漢で知られる寺院であり、京都府宇治市にある萬福寺の末寺である。2024年（令和6年）時点では敷地内への立入が禁止されている。

## 歴史

### 新出来町時代
享保10年（1725年）に僧の喝傳によって建立された。喝傳は尾張国春日井郡阿原村（現・清須市阿原）の地蔵堂を名古屋城下（現・名古屋市東区新出来町2丁目）に移すと、享保13年（1728年）8月には尾張藩主の徳川綱誠から寺地を給って堂宇の建立を開始し、愛知郡猪子石村の長福寺の末寺となった。享保16年（1731年）には海東郡津島村の成就坊を引寺して大龍寺を寺号とした。
安永7年（1778年）には羅漢堂の建立を開始し、安永8年（1779年）4月に建物が落成すると、安永9年（1780年）2月に羅漢像300体の開眼供養を行った。寛政9年（1797年）10月27日には寺社奉行の直達となった。文政元年（1818年）には時の鐘の鐘撞きを開始した。本尊の木造釈迦牟尼仏座像は建中寺の寄付による。

### 城山新町時代
1918年（大正7年）には覚王山日泰寺近くに移転した。建築様式は唐様南蛮風である。境内には山田家（山田才吉）の墓がある。

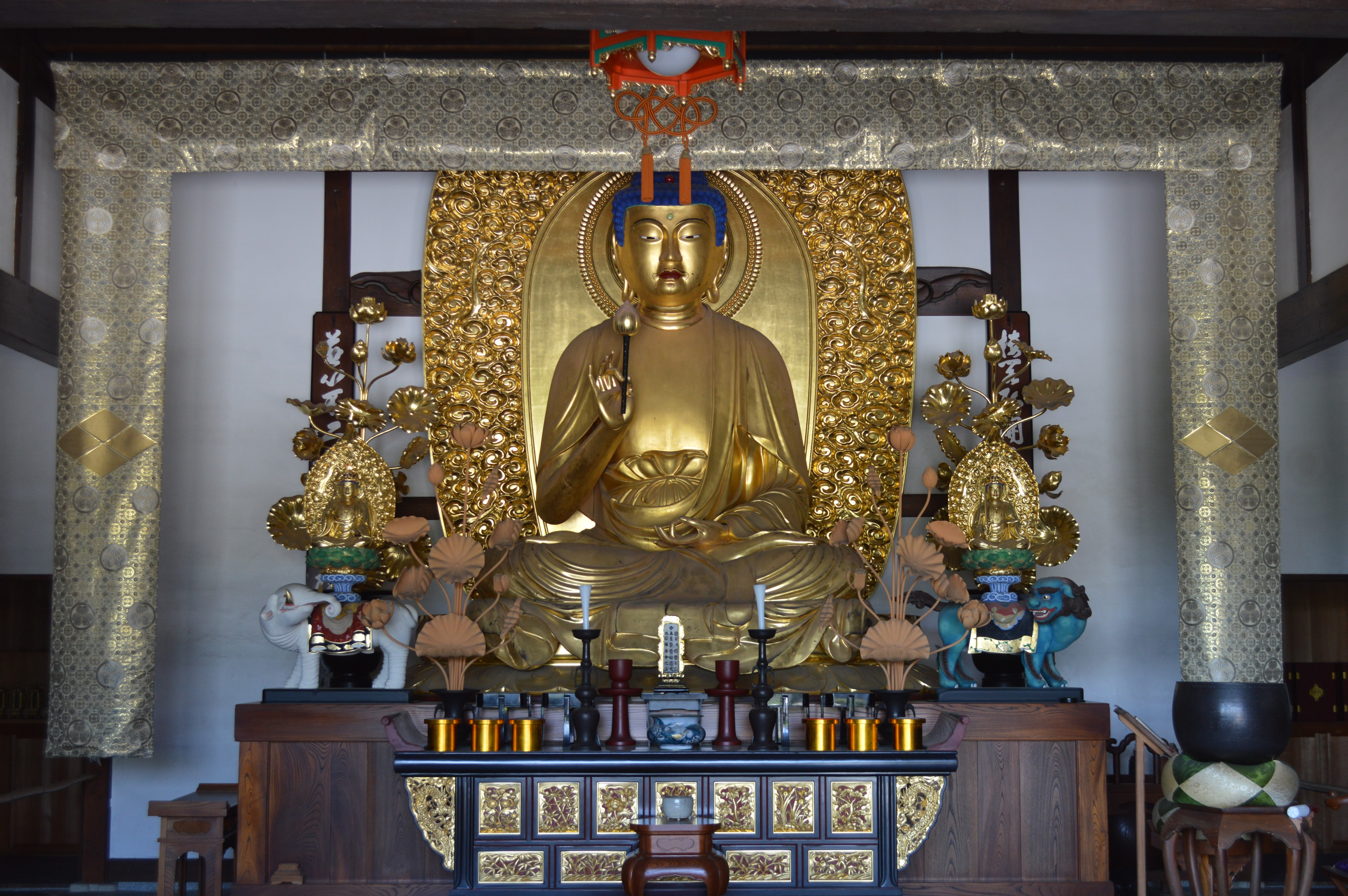
内陣
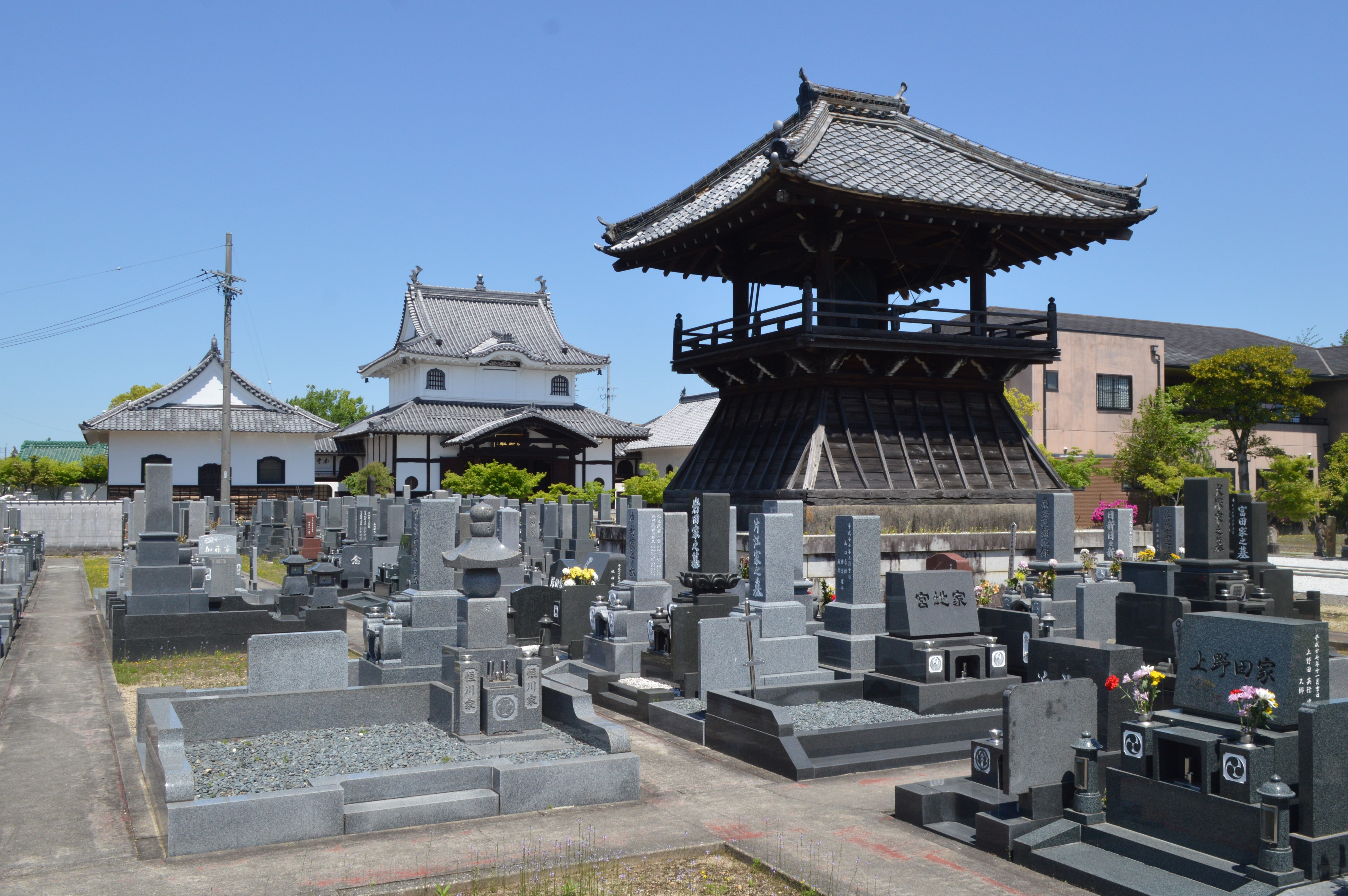
鐘楼と墓地
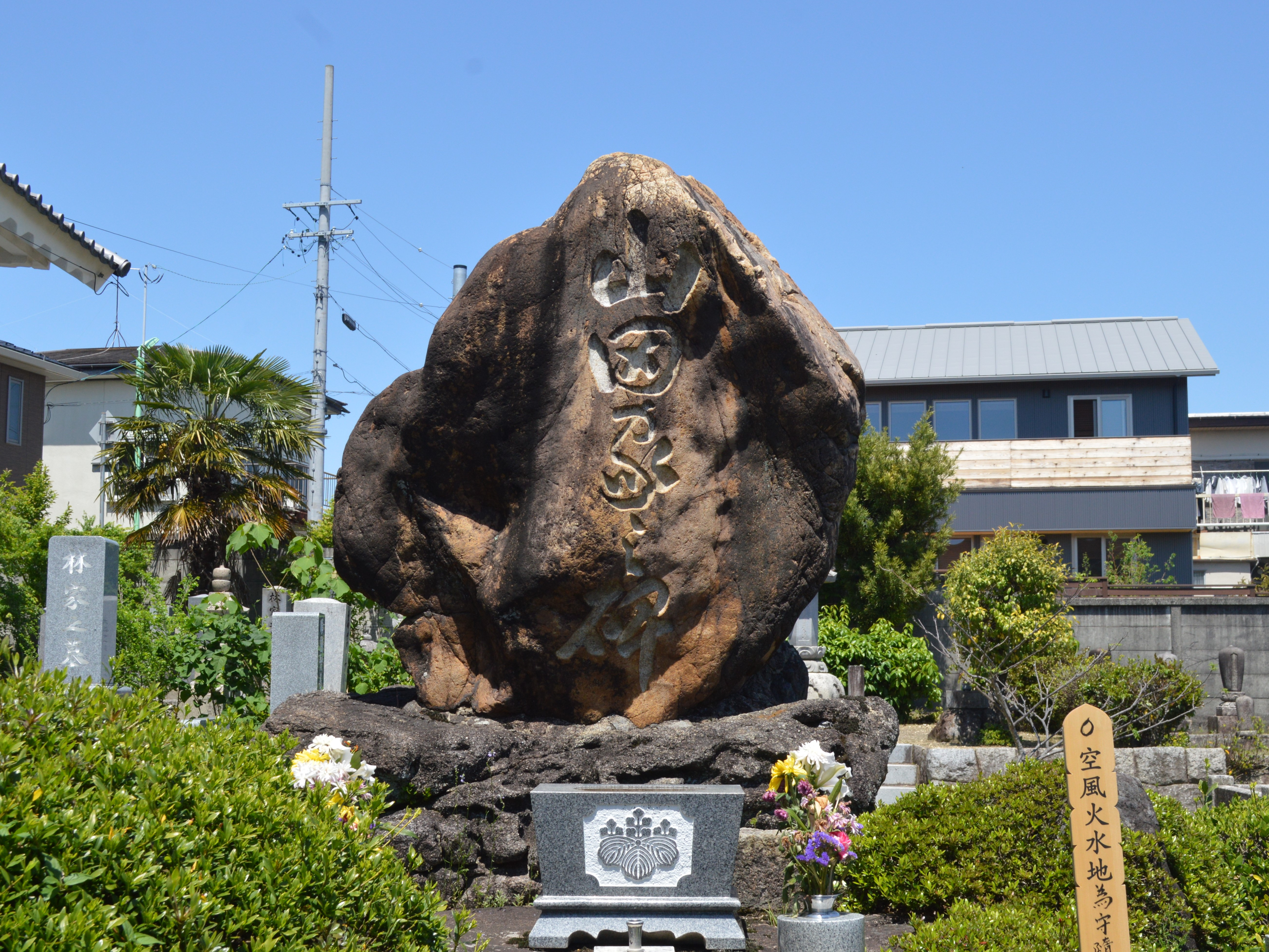
山田才吉の墓

## 所在地
所在地
- 464-0046 愛知県名古屋市千種区城山新町2丁目71

アクセス
- 名古屋市営地下鉄名城線自由ヶ丘駅または東山線覚王山駅から徒歩